# Bissiga
 Bissiga là một tổng tại tỉnh Boulgou ở phía đông Burkina Faso. Thủ phủ là thị xã Bissiga. Theo điều tra dân số năm 1996, tổng này có tổng dân số 19.264 người.

## Các thị xã và làng xã
- Bissiga (3 286 dân) (thủ phủ)
- Barwagdin (529 dân)
- Belemkangrin (213 dân)
- Benna (2 116 dân)
- Bissiga-Yarcé (210 dân)
- Donsin (557 dân)
- Gambaaga (418 dân)
- Godin (1 366 dân)
- Gounghin-Grand (365 dân)
- Gounghin-Petit (338 dân)
- Kankaraboguin (169 dân)
- Koubéogo (350 dân)
- Kinzéonguin (1 509 dân)
- Koulbako (992 dân)
- Koutiama (481 dân)
- Pissalin (282 dân)
- Poestenga (3 429 dân)
- Sannabin (354 dân)
- Siraboguin (393 dân)
- Syalguin (635 dân)
- Tikanré (307 dân)
- Zamboundi (216 dân)
- Zankougdo (749 dân)